# Джаратана
Джарата̀на (на италиански: Giarratana) е малък град и община в южна Италия, провинция Рагуза, в автономен регион и остров Сицилия. Разположен е на 668 надморска височина. Населението на града е 3172 души (към 30 декември 2010 г.).